# Janko Drašković
Janko Drašković z Trakošćanu (20. října 1770 Záhřeb – 14. ledna 1856 Radgona, Štýrsko) byl chorvatský šlechtic, národní buditel, politik, básník a představitel ilyrského hnutí. Pocházel z hrabě rodiny Draškovićů, která měla v tehdejším Chorvatsku poměrně významné postavení.

## Význam
Ve své době počátku 19. století patřil k velmi vzdělané elitě tehdejšího národa, zajímal se o kulturu a literaturu. Pokoušel se také o vojenskou kariéru, avšak neúspěšně, neboť musel odejít ze služby kvůli zdravotním komplikacím. V Chorvatsku počátku 19. století se rozmáhala politika maďarizace, kterou razila tehdy Budapešť s cílem unifikovat Slovany obývané okrajové oblasti Uher. Janko Drašković se - byť již byl v pokročilém věku - k hnutí přidal a roku 1832 napsal tzv. Disertaci (plným názvem Disertacija iliti razgovor darovan gospodi poklisarom - Disertace neboli rozhovor darovaný pánům), přesněji práci, ve které shrnul politický program ilyrského hnutí. V ní se věnoval řadě myšlenek, od prosazení štokavského nářečí jako oficiální spisovné podoby jazyka, až po "Velké Ilýrii", tedy společnému státu jižních Slovanů. Ten měl být na tehdejších Uhrách nezávislý a v případě odmítnutí takové nezávislosti vyzýval k odtržení se od Habsburské monarchie.[zdroj?]
Podobně jako Ljudevit Gaj, i Janko Drašković prosazoval rozšíření štokavského nářečí jako hlavní jazykové formy pro Chorvaty, Srby a další Jihoslovany. A právě v něm svoji Disertaci uveřejnil, jako první politický manifest, sepsaný v této variantě jazyka, která bude později přijata jako spisovná norma jugoslávské srbochorvatštiny. V následujících obdobích, kdy se ilyrské hnutí rozvíjelo a získávalo další sympatizanty se Drašković usilovně věnoval boji proti postupující maďarizaci. Stal se jedním z předsedů Matice Chorvatské, která byla založena roku 1842 a byl i členem Chorvatské národní strany (Hrvatska narodna stranka), spolu s dalšími významnými chorvatskými obrozenci.
Jank Drašković z Trakošćanu zemřel 14. ledna 1853 ve Štýrsku. Byl pochován na národním hřbitově Mirogoj v Záhřebu.